# Island Girl
Island Girl är en Elton John-låt som han skrev tillsammans med Bernie Taupin. Låten släpptes som en singel från albumet Rock of the Westies och nådde nummer ett på Billboard Hot 100.